# Гемартроз
Гемартро́з — кровоизлияние в полость сустава. Гемартроз Характеризуется болью в суставе при сгибе или выпрямлении его.

## Этиология
Возникает при ушибах, чаще при внутрисуставных повреждениях (разрывы капсулы, мениска, вывихи, подвывихи, переломы). Самая частая локализация — коленный сустав.

## Клиническая картина
Кровь заполняет полость сустава и его завороты, вызывая боль, увеличение объёма сустава, ограничение и болезненность движений, отёк, опухлость на месте травмы. Диагноз устанавливается на основании жалоб, объективных данных (клинический осмотр, КТ, УЗИ). Клиническим признаком гемартроза коленного сустава является «симптом флотирующего надколенника» или «симптом льдинки» — когда при надавливании на надколенник он уходит вглубь.
Так как гемартроз часто сопровождается повреждением внутрисуставных структур рекомендовано проведение УЗИ, КТ, а по определённым показаниям, МРТ сустава. К числу осложнений относятся переход в хроническое течение с развитием синовита; при инфицировании содержимого сустава может развиться гнойный артрит.
Гемартроз опасен выпадением нитей фибрина и развитием спаек в суставе.

## Лечение и профилактика
Транспортировка в стационар с обеспечением покоя сустава. После дообследования при отсутствии серьёзных внутрисуставных повреждений — пункция сустава в асептических условиях, удаление крови, давящая повязка на коленный сустав в виде кольца, задняя гипсовая лонгета на 2—3 недели. После этого назначают лечебную гимнастику и физиотерапию.
При наличии в суставе свободных костно-хрящевых фрагментов, серьёзном повреждении связочного аппарата, разрыве менисков показана артроскопия.
Профилактика заключается в применении защитных приспособлений при игре в футбол, баскетбол, волейбол, хоккей.